# 2017년 동계 아시안 게임
제8회 동계 아시안 게임은 2017년 2월 19일부터 2017년 2월 26일까지 일본 홋카이도 삿포로에서 열린 동계 아시안 게임이다. 제1회와 제2회 아시안 게임 이후, 삿포로에서 열리는 세 번째 동계 아시안 게임이다. 또한, 아오모리에서 열렸던 제5회 동계 아시안 게임을 포함하여 일본에서 열리는 네 번째 동계 아시안 게임이기도 하다. 삿포로 시에서 1972년 동계 올림픽을 개최한 적도 있다.

## 대회 정보

### 유치
2009년 7월 3일에 싱가포르에서 아시아 올림픽 평의회 제27차 총회가 열렸으며, 이 때 하계 아시안 게임과 동계 아시안 게임을 각각 하계 및 동계 올림픽이 열리기 1년 전에 개최하기로 결정하였다. 이에 따라 제8회 동계 아시안 게임은 2018년 동계 올림픽이 열리기 1년 전인 2017년에 개최하기로 하였다. 2017년 동계 아시안 게임 개최지는 카자흐스탄 아스타나·알마티에서 열린 2011년 동계 아시안 게임 기간 중 결정하기로 하였다.
일본 올림픽 위원회만 삿포로·오비히로를 공동 주 개최지로 유치 신청을 하였다. 따라서, 2011년 1월 31일에 투표 없이 삿포로와 오비히로가 공동 개최지로 결정되었다. 그러나 후에 주개최지에서 오비히로는 삭제되었고, 삿포로가 단독 주개최지가 되었다. 삿포로와 오비히로를 중심으로 홋카이도 각지의 여러 경기장에서 치러졌다.

### 이모저모
- 대회 출전 국가들 중 일본, 대한민국, 중국, 카자흐스탄, 조선민주주의인민공화국을 제외한 나머지 국가는 메달 한 개도 획득하지 못하였다.
- 대한민국이 1999년 동계 아시안 게임 이후 18년만에 종합 2위에 올랐다.
- 조선민주주의인민공화국은 피겨 스케이팅 페어 종목에서 동메달 1개를 획득했다.

## 경기장
총 13개의 경기장이 있다.
| 이름                              | 종목                      |
| --------------------------------- | ------------------------- |
| 삿포로 돔                         | 개막식, 폐막식            |
| 마코마나이 실내 스케이트장        | 쇼트트랙, 피겨스케이팅    |
| 니시오카 바이애슬론 경기장        | 바이애슬론                |
| 미야노모리 점프 경기장            | 스키점프                  |
| 미카호 체육관                     | 아이스하키                |
| 삿포로 반케이 스키장              | 스노보드, 프리스타일 스키 |
| 삿포로 테이네 스키장              | 스노보드, 알파인스키      |
| 삿포로 컬링 경기장                | 컬링                      |
| 쓰키사무 체육관                   | 아이스하키                |
| 시라하타야마 오픈 경기장          | 크로스컨트리              |
| 오비히로 숲 스피드스케이팅 경기장 | 스피드스케이팅            |
| 오쿠라야마 점프 경기장            | 스키점프                  |
| 호시오키 아이스링크               | 아이스하키                |

## 일정
| ● | 개회식 |  | 예선 경기 |  | 순위 결정전 | ● | 폐회식 |

| 2017년 2월      | 17일 금 | 18일 토 | 19일 일 | 20일 월 | 21일 화 | 22일 수 | 23일 목 | 24일 금 | 25일 토 | 26일 일 | 금메달 수 |
| --------------- | ------- | ------- | ------- | ------- | ------- | ------- | ------- | ------- | ------- | ------- | --------- |
| 알파인 스키     |         |         |         |         |         | 1       | 1       | 1       | 1       |         | 4         |
| 바이애슬론      |         |         |         |         |         |         | 2       | 2       | 1       | 2       | 7         |
| 크로스컨트리    |         |         |         | 2       | 2       |         | 2       | 2       |         | 2       | 10        |
| 컬링            |         |         |         |         |         |         | 1       | 1       |         |         | 2         |
| 피겨 스케이팅   |         |         |         |         |         |         |         | 1       | 2       | 1       | 4         |
| 프리스타일 스키 |         |         |         |         |         |         |         | 2       |         | 2       | 4         |
| 아이스하키      |         |         |         |         |         |         |         |         | 1       | 1       | 2         |
| 쇼트트랙        |         |         |         | 2       | 2       | 4       |         |         |         |         | 8         |
| 스키점프        |         |         |         | 1       |         |         | 1       | 1       |         |         | 3         |
| 스노보드        |         |         | 2       | 2       |         |         |         |         | 1       |         | 6         |
| 스피드 스케이팅 |         |         |         | 4       | 4       | 3       | 3       |         |         |         | 14        |
| 총 금메달 수    |         |         | 2       | 10      | 9       | 8       | 9       | 10      | 8       | 8       | 64        |
| 개회식/폐회식   |         |         | ●       |         |         |         |         |         |         | ●       |           |
| 2017년 2월      | 17일 금 | 18일 토 | 19일 일 | 20일 월 | 21일 화 | 22일 수 | 23일 목 | 24일 금 | 25일 토 | 26일 일 | 금메달 수 |

## 경기 종목
2017년 동계 아시안 게임에는 64개의 세부 종목을 포함한 11개의 종목이 열린다. 스케이팅 종목으로는 쇼트트랙, 스피드 스케이팅, 피겨 스케이팅이 있다. 스키 종목에는 스노보드, 스키 점프, 알파인 스키, 크로스컨트리, 프리스타일 스키가 있다. 나머지 3개 종목은 바이애슬론, 아이스하키, 컬링이다. 올림픽 종목에 있는 봅슬레이, 스켈레톤, 루지, 노르딕 복합은 열리지 않는다.
| - 바이애슬론 - 쇼트트랙 - 스노보드 - 스키 점프 - 스피드 스케이팅 - 알파인 스키 | - 아이스하키 - 컬링 - 크로스컨트리 - 프리스타일 스키 - 피겨 스케이팅 |

## 참가국
오스트레일리아와 뉴질랜드는 개인 종목에 한해 초청국 자격으로 참가했으며 메달은 수여되지 않았다. 쿠웨이트는 쿠웨이트 올림픽 위원회가 국제 올림픽 위원회(IOC)로부터 자격 정지 처분을 받은 상태였기 때문에 독립 선수단 자격으로 참가했다.
| - 중화인민공화국 - 중화 타이베이 - 홍콩 - 인도 - 인도네시아 - 이란 - 일본 (개최국) - 요르단 - 카자흐스탄 - 독립 - 키르기스스탄 - 레바논 - 마카오 - 말레이시아 - 몽골 - 네팔 - 조선민주주의인민공화국 - 파키스탄 - 필리핀 - 카타르 - 싱가포르 - 대한민국 - 스리랑카 - 타지키스탄 - 태국 - 동티모르 - 투르크메니스탄 - 아랍에미리트 - 베트남 - 우즈베키스탄 초청국 (오세아니아) - 오스트레일리아 - 뉴질랜드 |

## 메달 집계
| 순위 | 국가                   | 금메달 | 은메달 | 동메달 | 합계 |
| ---- | ---------------------- | ------ | ------ | ------ | ---- |
| 1    | 일본                   | 27     | 21     | 26     | 74   |
| 2    | 대한민국               | 16     | 18     | 16     | 50   |
| 3    | 중화인민공화국         | 12     | 14     | 9      | 35   |
| 4    | 카자흐스탄             | 9      | 11     | 12     | 32   |
| 5    | 조선민주주의인민공화국 | 0      | 0      | 1      | 1    |
| 합계 | 합계                   | 64     | 64     | 64     | 192  |

## 중계 방송
- 대한민국 - KBS 1TV, KBS 2TV, KBS 24시 뉴스, MBC TV, SBS TV
- 중국 - CCTV
- 일본 - NHK, JNN, TBS